# Černík
Černík és un poble i municipi d'Eslovàquia que es troba a la regió de Nitra, al sud-oest del país. El 2022 tenia una població estimada de 1.037 habitants. És documentat per primera vegada el 1075.

## Història
La primera menció escrita de la vila es remunta al 1156.

## Demografia
| Godina             | 1994 | 2004   | 2014   | 2024   |
| ------------------ | ---- | ------ | ------ | ------ |
| Nombre de persones | 1013 | 992    | 1016   | 1058   |
| Diferència         |      | −2,07% | +2,41% | +4,13% |

| Godina             | 2023 | 2024   |
| ------------------ | ---- | ------ |
| Nombre de persones | 1037 | 1058   |
| Diferència         |      | +2,02% |